# Астрагал козлятниковидный
Астрагал козлятниковидный, или Астрагал галеговидный (лат. Astragalus galegiformis), — вид растений рода Астрагал (Astragalus) семейства Бобовые (Fabaceae), растущий на лесных и субальпийских лугах, в лиственные лесах, кустарниках, на берегах рек на Кавказе.

## Ботаническое описание
Многолетние травянистые растения. Стебель до 0,8—1 м высотой, голый, бороздчатый. Прилистники ланцетно-шиловидные, 7—10 мм длиной, по краю скудно чёрноресничатые. Листья (10) 13—20 (21) см длиной, черешки их 1—2 см длиной, так же, как и ось, скудно и коротко беловолосистые; листочки (11) 13—16-парные, продолговато-яйцевидные или эллиптически-продолговатые, (9) 12—20 (25) мм длиной, закруглённые, сверху голые, снизу рассеянно коротко и прижато беловолосистые.
Цветоносы (4) 5—10 см длиной (с соцветиями 13—28 см, длиннее листьев), крепкие, бороздчатые, рассеянно коротко и прижато чёрноволосистые; кисти многоцветковые, (7) 11—20 см длиной, прицветники ланцетно-линейные, острые, 3—4 мм длиной, белопленчатые, большей частью чёрноресничатые; цветоножки около 2 мм длиной, коротко-чёрноволосистые. Чашечка 5—6 мм длиной, скудно и коротко чёрноволосистая или почти голая, зубцы её линейно-шиловидные, 2—2,5 (3) мм длиной. Венчик жёлтый; флаг 14—15 мм длиной, пластинка его овальная или продолговато-овальная, слегка выемчатая; ноготок широкий, клиновидный, около 4 мм длиной; крылья 12—13 мм длиной, пластинки их ланцетно-продолговатые, закруглённые, равны ноготку или немного длиннее его; лодочка 11—12 мм длиной, пластинка её снизу сильно горбатая, сверху прямая или почти прямая, острая, едва короче ноготка. Завязь голая, на ножке в 4—5 мм длиной. Бобы 10—16 мм длиной, на обоих концах острые, голые, на ножке в 6—9 мм длиной. с очень коротким (около 0,5 мм длиной) носиком, 4—6-семянные. Семена овально-почковидные, около 3 мм длиной, гладкие, красновато-коричневые. Цветение в июне—июле; плодоношение в июне—августе.